# Christchurch Castle
Christchurch Castle ist die Ruine einer Burg im englischen Christchurch. Sie besteht aus den Mauerresten des Keeps, der in der Mitte einer rechteckigen Grabenanlage steht, und den Resten des sogenannten Constable’s House. Die Gebäude waren einst Teil einer großen normannischen Festung.

## Geschichte
Richard de Redvers, der Wilhelm den Eroberer im Jahr 1066 nach England begleitet hatte, erhielt ein Herrenhaus in Christchurch um das Jahr 1100. Möglicherweise war er auch der Erbauer der ersten Burg in Christchurch, die vom Typ einer Motte war. Etwa 1160 wurde die Burg steinern ausgebaut. Im Jahr 1147 wurde sie von Anhängern König Stephens angegriffen, da die Familie de Redvers Königin Matilde unterstützte. Für die nächsten 150 Jahre war die Burg der Stammsitz der de Redvers. Danach kam sie in den Besitz verschiedener wichtiger Persönlichkeiten, darunter auch zwei Könige von England.
Um 1300 wurde die Burg zu einem großen steinernen Turm ausgebaut.
Im englischen Bürgerkrieg attackierten und übernahmen Anhänger des Parlaments das Dorf und die Burg, die unter der Obhut der Royalisten standen. Im Januar 1645 versuchte eine Truppe von 1000 Royalisten, Dorf und Burg zurückzuerobern, doch die Burg hielt den Angriffen stand, und die Parlamentarier verblieben in Christchurch bis zum Ende des Bürgerkrieges. Anschließend wurde die Burg 1652 geschleift.